# Dictynoidea
Dictynoidea é uma superfamília de aranhas araneomorfas, constituída por 6 famílias de aranhas com oito olhos.

## Taxonomia
A superfamília Dictynoidea inclui as seguintes famílias:
- Anyphaenidae: 56 géneros, 514 espécies
- Cybaeidae: 10 géneros, 177 espécies
- Desidae: 38 géneros, 181 espécies
- Dictynidae: 51 géneros, 570 espécies
- Hahniidae: 27 géneros, 247 espécies
- Nicodamidae: 9 géneros, 29 espécies